# Mohammed Kedir
Mohammed Kedir, etiopski atlet, * 18. september 1954. 
Sodeloval je na atletskem delu poletnih olimpijskih igrah leta 1980.